# スコッティ・ピッペン・ジュニア
スコッティ・モーリス・ピッペン・ジュニア（Scotty Maurice Pippen Jr., 2000年11月10日 - ）は、アメリカ合衆国・オレゴン州ポートランド出身のバスケットボール選手。NBAのメンフィス・グリズリーズに所属している。ポジションはポイントガード。シカゴ・ブルズなどで活躍し、殿堂入りを果たしたスコッティ・ピッペンは実父。

## 経歴

### 生い立ち
父のスコッティがポートランド・トレイルブレイザーズに所属していた2000年にポートランドで生まれる。

### ハイスクール
シエラ・キャニオン・スクールではマービン・バグリー3世やケニオン・マーティン・ジュニア、カシアス・スタンリーとチームメイトであった。4年目のシーズンに平均16.3得点、4.6リバウンド、3.6リバウンドを記録し、チームの州大会優勝に貢献した。
その後ワシントン州立大学、サンフランシスコ大学、コロラド州立大学、UCSB、ホフストラ大学からオファーを受けたが、ヴァンダービルト大学への進学を決断した。

### カレッジ
ヴァンダービルト大学では1学年上のアーロン・ネスミス、セイベン・リーと共に主力として活躍。2019年11月20日のオースティン・ピー州立大学戦、2020年3月7日のサウスカロライナ大学戦でシーズンハイとなる21得点を記録した。1年目の2019-20シーズンは平均12.0得点、2.8リバウンド、3.6アシストを記録し、SECオールフレッシュマンチームに選出された。
2年目の2020-21シーズンはネスミスとリーが共に2020年のNBAドラフトで指名されてチームを去った中でエースに成長。2021年1月27日のフロリダ大学戦で大学でのキャリアハイとなる32得点を記録した。このシーズン終了後に2021年のNBAドラフトにアーリーエントリーしたが、後に撤回して大学に残った。
3年目の2021-22シーズンもエースとして活躍し、シーズン終了後に2022年のNBAドラフトにアーリーエントリーした。

### ロサンゼルス・レイカーズ
ドラフトでは指名がなく、2022年7月1日にロサンゼルス・レイカーズとのツーウェイ契約に合意した。
2023年9月7日にレイカーズとのエグジビット10契約に合意したが、10月16日にレイカーズから解雇された。

### メンフィス・グリズリーズ
2024年1月16日にメンフィス・グリズリーズとのツーウェイ契約に合意した。4月13日のロサンゼルス・レイカーズ戦でキャリアハイとなる28得点を記録したが、チームは120-123で惜敗した。このシーズン21試合のうち16試合で先発起用され、前年の1試合平均得点2.3を大きく上回る、12.9の平均得点を記録した。
2024-25シーズン開幕を控える中、10月15日にグリズリーズとの本契約に合意した。11月2日のフィラデルフィア・76ers戦でキャリアハイとなる13アシストを含む12得点、4リバウンド、1スティールを記録し、チームは124-107で勝利した。同月8日のワシントン・ウィザーズ戦で自身初のトリプル・ダブルとなる11得点、10リバウンド、11アシスト、1スティールを記録し、親子2世代でトリプル・ダブルを達成したNBA史上初の事例となった。11月23日のシカゴ・ブルズ戦でキャリアハイを更新する30得点を記録した。

## 個人成績

### NBA

#### レギュラーシーズン
| シーズン | チーム | GP  | GS | MPG  | FG%  | 3P%  | FT%  | RPG | APG | SPG | BPG | PPG  |
| -------- | ------ | --- | -- | ---- | ---- | ---- | ---- | --- | --- | --- | --- | ---- |
| 2022–23  | LAL    | 6   | 0  | 5.3  | .333 | .333 | .556 | .7  | .3  | .3  | .2  | 2.3  |
| 2023–24  | MEM    | 21  | 16 | 25.1 | .493 | .417 | .745 | 3.2 | 4.7 | 1.7 | .5  | 12.9 |
| 2024–25  | MEM    | 79  | 21 | 21.3 | .480 | .397 | .713 | 3.3 | 4.4 | 1.3 | .4  | 9.9  |
| 通算     | 通算   | 106 | 37 | 21.2 | .481 | .401 | .715 | 3.1 | 4.2 | 1.3 | .4  | 10.0 |

#### プレーオフ
| シーズン | チーム | GP | GS | MPG  | FG%  | 3P%  | FT%   | RPG | APG | SPG | BPG | PPG  |
| -------- | ------ | -- | -- | ---- | ---- | ---- | ----- | --- | --- | --- | --- | ---- |
| 2025     | MEM    | 4  | 4  | 32.3 | .379 | .357 | 1.000 | 5.5 | 3.5 | 1.0 | .3  | 18.3 |
| 通算     | 通算   | 4  | 4  | 32.3 | .379 | .357 | 1.000 | 5.5 | 3.5 | 1.0 | .3  | 18.3 |

### カレッジ
| シーズン | チーム         | GP | GS | MPG  | FG%  | 3P%  | FT%  | RPG | APG | SPG | BPG | PPG  |
| -------- | -------------- | -- | -- | ---- | ---- | ---- | ---- | --- | --- | --- | --- | ---- |
| 2019-20  | バンダービルト | 32 | 31 | 29.8 | .393 | .362 | .709 | 2.8 | 3.6 | 1.1 | .1  | 12.0 |
| 2020-21  | バンダービルト | 22 | 22 | 31.8 | .428 | .358 | .850 | 2.8 | 4.9 | 1.8 | .2  | 20.8 |
| 2021-22  | バンダービルト | 36 | 36 | 33.1 | .416 | .325 | .749 | 3.6 | 4.5 | 1.9 | .2  | 20.4 |
| 通算     | 通算           | 90 | 89 | 31.6 | .414 | .343 | .763 | 3.1 | 4.3 | 1.6 | .2  | 17.5 |